# Kristian Høgenhaug
Kristian Høgenhaug (1991) es un deportista danés que compite en triatlón.
Ganó una medalla de oro en el Campeonato Mundial de Triatlón de Larga Distancia de 2021, y una medalla de plata en el Campeonato Europeo de Triatlón de Larga Distancia de 2019. Además, obtuvo una medalla de plata en el Campeonato Europeo de Ironman de 2021.

## Palmarés internacional
| Campeonato Mundial | Campeonato Mundial    | Campeonato Mundial | Campeonato Mundial |
| Año                | Lugar                 | Medalla            | Prueba             |
| ------------------ | --------------------- | ------------------ | ------------------ |
| 2021               | Almere (Países Bajos) | Medalla de oro     | Individual         |
| Campeonato Europeo |                       |                    |                    |
| Año                | Lugar                 | Medalla            | Prueba             |
| 2019               | Almere (Países Bajos) | Medalla de plata   | Individual         |

| Campeonato Europeo | Campeonato Europeo   | Campeonato Europeo | Campeonato Europeo |
| Año                | Lugar                | Medalla            | Prueba             |
| ------------------ | -------------------- | ------------------ | ------------------ |
| 2021               | Fráncfort (Alemania) | Medalla de plata   | Individual         |